# Japan (manga)
Japan (jap. ジャパン) – manga napisana przez Buronsona i zilustrowana przez Kentarō Miurę, publikowana na łamach magazynu „Young Animal” wydawnictwa Hakusensha w 1992 roku. Polski przekład mangi ukazał się nakładem wydawnictwa Hanami.

## Fabuła
Członek yakuzy, zakochany w reporterce telewizyjnej, przyjeżdża do Barcelony w Hiszpanii, aby wziąć udział w reportażu na temat wyobrażeń obcokrajowców o Japończykach oraz o tym, jak Japończycy postrzegają samych siebie. Podczas swojego wystąpienia porównuje współczesną Japonię do starożytnej Kartaginy, mówiąc, że Kartagińczycy zostali zmieceni przez Rzymian z powodu takiej samej postawy, jaką mają obecnie Japończycy, i dlatego, że przewaga ekonomiczna prowadzi do wojny, a ostatecznie i tak przegrywa z siłą militarną. Nagle następuje trzęsienie ziemi, a duchy Kartagińczyków przenoszą grupę (dwóch yakuzów, reporterkę telewizyjną i kilku studentów uniwersytetu) w przyszłość, kiedy to poziom morza się podniósł, a wszystkie wyspy składające się na archipelag japoński zostały zatopione. Japończycy wyemigrowali więc do innych krajów, będąc rozproszonymi po całym świecie, a w szczególności w Europie, gdzie po kataklizmie ustanowiono dyktaturę, a oni sami stali się niewolnikami i bandytami. Japonii już dawno nie ma, a jej dawni obywatele są zagubieni i uciskani, jednak wśród przybyszów, zrozpaczonych tym, czego się dowiedzieli, yakuza, który głównie pragnie chronić kobietę, którą kocha, ma marzenie: Japonia może się odrodzić, jeśli Japończycy zjednoczą się, by o nią walczyć.

## Publikacja
Manga była wydawana w 1992 roku w magazynie „Young Animal”. Wydawnictwo Hakusensha zebrało jej rozdziały w jednym tankōbonie, wydanym 27 listopada 1992. 12 czerwca 1998 ukazała się także edycja bunkoban. W Polsce manga została wydana 30 września 2009 nakładem wydawnictwa Hanami.

## Odbiór
Jason Thompson, autor encyklopedii Manga: The Complete Guide, przyznał mandze dwie gwiazdki w czterostopniowej skali, pisząc „Ta być może zabawnie nacjonalistyczna fantasy składa się w 50 procentach z walki i w 50 procentach z bezsensownych rozważań, takich jak: «Co do diabła w ogóle znaczy być Japończykiem?». Śmiałe ilustracje akcji Kentarō Miury dają namacalne poczucie wagi i siły”.